# Return of the Vampire
Return of the Vampire kompilacija je danskog heavy metal-sastava Mercyful Fate. Diskografska kuća Roadrunner Records objavila ga je 12. svibnja 1992. Sadrži pjesme snimljene u ranim 80-ih koje su se više puta pojavile se na demoalbumima.

## Popis pjesama
Tekstovi: King Diamond, osim gdje je navedeno drugačije, glazba: Hank Shermann, osim gdje je navedeno drugačije.
| 1.    | »Burning the Cross« (demo)                |        | Benny Petersen | 8:49 |
| 2.    | »Curse of the Pharaohs« (demo)            |        |                | 4:27 |
| 3.    | »Return of the Vampire« (demo)            |        |                | 4:50 |
| 4.    | »On a Night of Full Moon« (demo)          |        |                |      |
| 5.    | »A Corpse Without Soul« (demo)            |        |                | 8:11 |
| 6.    | »Death Kiss« (demo)                       |        |                | 4:30 |
| 7.    | »Leave My Soul Alone« (demo)              |        | Michael Denner | 3:21 |
| 8.    | »M.D.A. (Mission: Destroy Aliens)« (demo) | Denner | Denner         | 4:20 |
| 9.    | »You Asked for It« (demo)                 |        |                | 4:13 |
| 49:21 |                                           |        |                |      |

- Pjesme 1. – 5. pojavile su se na demoalbumu Burning the Cross.
- Pjesma 6. snimljena je 1982. prije snimanja EPa Mercyful Fate.
- Pjesme 7. i 8. pojavila se na demoalbumu Danger Zone.
- Pjesma 9. pojavila se na prvom demoalbumu, prije nego što se Michael Denner pridružio sastavu.

## Postava sastava
Pjesme 1. – 6.
- King Diamond – vokal
- Hank Shermann – gitara
- Benny Petersen – gitara
- Timi Hansen – bas-gitara
- Kim Ruzz – bubnjevi

Pjesme 7. – 8.
- King Diamond – vokal
- Hank Shermann – gitara
- Michael Denner – gitara
- Timi Hansen – bas-gitara
- "Old Nick" – bubnjevi

Pjesma 9.
- King Diamond – vokal
- Hank Shermann – gitara, bas-gitara
- C. Volsing – bas-gitara
- Jan Lindblad – bubnjevi